# Mexikanische Badmintonmeisterschaft 1985
Die Mexikanische Badmintonmeisterschaft 1985 fand in Mexiko-Stadt statt. Es war die 39. Auflage der nationalen Titelkämpfe von Mexiko im Badminton.	

## Sieger und Finalisten
| Disziplin    | Gold                                  | Silber                     |
| ------------ | ------------------------------------- | -------------------------- |
| Herreneinzel | Roy Díaz González                     | Eugenio Tapia              |
| Dameneinzel  | Jan Pin He                            | María de la Paz Luna Félix |
| Herrendoppel | Ernesto de la Torre Ricardo Jaramillo | keine Daten                |
| Damendoppel  | María de la Paz Luna Félix Jan Pin He |                            |
| Mixed        | keine Daten                           | keine Daten                |